# Sisor chennuah
Sisor chennuah es una especie de peces de la familia Sisoridae en el orden de los Siluriformes.

## Morfología
• Los machos pueden llegar alcanzar los 9,8 cm de longitud total.
- Número de  vértebras: 32-34.[1]

## Hábitat
Es un pez de agua dulce y de clima tropical.

## Distribución geográfica
Se encuentran en Asia:  cuenca del río Brahmaputra en la India.